# 洛昆巴河
洛昆巴河（西班牙語：Río Locumba）是秘魯的河流，位於該國南岸，由塔克納大區負責管轄，河道全長170公里，流域面積5,889平方公里，發源自安第斯山脈地區。